# Liste der Kulturgüter in Veyrier
Die Liste der Kulturgüter in Veyrier enthält alle Objekte in der Gemeinde Veyrier im Kanton Genf, die gemäss der Haager Konvention zum Schutz von Kulturgut bei bewaffneten Konflikten, dem Bundesgesetz vom 20. Juni 2014 über den Schutz der Kulturgüter bei bewaffneten Konflikten sowie der Verordnung vom 29. Oktober 2014 über den Schutz der Kulturgüter bei bewaffneten Konflikten unter Schutz stehen.
Objekte der Kategorien A und B sind vollständig in der Liste enthalten, Objekte der Kategorie C fehlen zurzeit (Stand: 1. Januar 2023).

## Kulturgüter
| Foto |                                                                               | Objekt                                                                                | Kat. | Typ | Standort                                  | Beschreibung                                                     |
| ---- | ----------------------------------------------------------------------------- | ------------------------------------------------------------------------------------- | ---- | --- | ----------------------------------------- | ---------------------------------------------------------------- |
| ja   | Datei hochladen · Wikidata zu Pont de Vessy (Q2103652)                        | Pont de Vessy über die Arve KGS-Nr.: 02647                                            | A    | G   | Route de Vessy 501261 / 115206            | Objekt liegt hälftig auf Gemeindegebiet von Genf (KGS-Nr. 10502) |
| ja   | Datei hochladen · Wikidata zu Kirche vom Heiligen Moritz, Veyrier (Q29711910) | Kirche Saint-Maurice / Église Saint-Maurice KGS-Nr.: 02648                            | B    | G   | Place de l’Église 20 503262 / 113589      |                                                                  |
| ja   | Datei hochladen · Wikidata zu Ehemaliges Wasserpumpwerk in Vessy (Q3552658)   | Ehemaliges Wasserpumpwerk in Vessy / Ancienne usine de pompage à Vessy KGS-Nr.: 10029 | B    | G   | Route de Vessy 49.6, 49.7 502064 / 114965 |                                                                  |